# Curuguaty
Curuguaty  (originalmente llamada San Isidro Labrador de Curuguaty) es una ciudad y municipio en el Departamento de Canindeyú, Paraguay, que fue la cuarta capital del Paraguay, durante la guerra de la Triple Alianza.
El prócer de la Independencia del Paraguay, Mauricio José Troche es originario de Curuguaty.

## Toponimia
El significado de la palabra “Curuguaty” es “lugar del curuguá”, nombre de una planta de la región.

## Historia
Curuguaty fue fundada el 14 de mayo de 1716 por Juan Gregorio Bazán de Pedraza, como “Villa de San Isidro Labrador de los Reyes Católicos  de Curuguaty”, a orillas del río del cual toma su nombre (Durán Estragó, 1997).
En el siglo XIX en la ciudad vivió  por cerca de 30 años (durante la dictadura de José Gaspar Rodríguez de Francia) el que fuera caudillo oriental y Protector de la Unión de los Pueblos Libres, José Gervasio Artigas, tras ser derrotado por los lusobrasileños.
Durante la Guerra de la Triple Alianza, el mariscal Francisco Solano López, declaró a Curuguaty como la cuarta capital del Paraguay y allí se instaló el vicepresidente Sánchez. López acampó cerca de Curuguaty, a orillas del arroyo Itandey, cuando se dirigía a la Cordillera del Amambay, que sería el último lugar donde se librarían batallas de la guerra.
Por lo antedicho se entiende que Curuguaty estuvo en la ruta que tomó el mariscal López en su camino a Cerro Corá.
Sobre las ruinas y cenizas de la ciudad que fuera arrasada por los brasileños, espontánea y lentamente resurgió la ciudad actual.

### Cronología
- 1632 a 1676 - La zona de Curuguaty fue uno de los asientos de la andariega ciudad de Villa Rica del Espíritu Santo -que luego sería llamada con su asiento definitivo- la actual Villarrica.
- 14/05/1716 - Fundación de Curuguaty y designación de san Isidro Labrador  como santo patrono.
- 30/08/1721 - Por Cédula Real se reconoce la nueva población con el nombre de Villa San Isidro Labrador de los Reyes Católicos  de Curuguaty.
- 14 y 15/05/1811 - Parten 34 Curuguateños al mando del capitán Mauricio José Troche con descollante actuación para la Independencia del Paraguay.
- 1820 a 1845 - Primer asilo para al prócer uruguayo general José Gervasio Artigas en Curuguaty, reconocido como el "Protector de los Pueblos Libres".
- 1840 - En época de Carlos Antonio López fue designado vicario general  y juez eclesiástico el curuguateño padre Vicente José Orué.
- 31/08/1869 - Durante la guerra de la Triple Alianza, Curuguaty fue nominada capital de la república paraguaya.
- 28/10/1869 - Curuguaty fue asaltada, saqueada e incendiada por las tropas brasileñas.
- 30/08/1901 - Con nuevos pobladores, por Ley de la República renace con el nombre de Villa Curuguaty (nombre actual).
- 1924 - Se crea la primera Escuela Oficial a cargo del maestro Constantino Caballero.
- 1932 a 1935 - Treinta Curuguateños fueron a la Guerra del Chaco, de los cuales ocho murieron en combate.
- 1965 - Llega la ruta terraplenada desde Coronel Oviedo.
- 2004 - Se inaugura la ruta asfaltada que pasa por 25 de diciembre.
- 15/06/2012 - Sucesos de Curuguaty.

## Geografía
El departamento de Canindeyú posee una rica flora y está rodeada de las serranías del Mbaracayú, cuya altura media es de 400 metros sobre el nivel del mar. Es posible apreciar la biodiversidad del Bosque Atlántico. Curuguaty se halla situada en una zona regada por importantes ríos que fluyen y son afluentes del río Paraguay, entre los más importantes son el río Curuguatyy, el río Jejuí,el río Corriente, además de imponentes y cristalinos arroyos como el Ybycuí, el Tacuary,el Pairy, el Yuqueri, el Verde, el Itandey, el Mbatay, el Pikypo y dos arroyuelos llamados curiosamente arroyo Ita(ambos causes llevan el mismo nombre) que cruzan la ciudad de este a oeste entre el barrio Centro,Fátima e Industrial y el barrio Cerro Cora y San Miguel formando hermosos paisajes naturales en sus cuencas con aguas claras y cristalinas que fluye sobre la roca sedimentaria de la zona.

### Clima
La temperatura máxima en verano llega a los 43 °C. La mínima en invierno, es de 0 °C. La media en el departamento es de 21 °C. Las precipitaciones son muy frecuentes y abundantes.

## Demografía
Según datos oficiales del censo paraguayo de 2022, Curuguaty cuenta con 33 561 habitantes.

## Economía
Los pobladores de Curuguaty se dedican a las plantaciones de cultivos como los de soja, trigo, girasol, sésamo, estevia, algodón, y ganadería (cría de ganados bovinos y animales menores) y especialmente a la explotación de madera y Yerba mate, además de comercio en general.

## Turismo
- El Solar de Artigas, la casa ocupada por el prócer uruguayo Gervasio Artigas durante el gobierno de José Gaspar Rodríguez de Francia, con un parque en su honor.
- Alrededor de la ciudad existen varias comunidades Mbya Guaraní y Aché Guayakí.
- En la Municipalidad existe un Museo donde se guardan vestigios de época de la guerra de la Triple Alianza.
- En la región de Curuguaty hay hermosos bosques y esteros, además del río Curuguaty, que forman el paisaje natural de la zona.
- El parque Lomas Valentinas del Ejército, el arroyo Ybycui presenta un hermoso salto de piedras volcánicas, con vegetación típica de la zona.
- tractor vierro en la plaza